# Bruno Correa
Bruno Correa (22 maart 1986) is een Braziliaans voormalig voetballer die als aanvaller speelde.

## Carrière
Bruno begon zijn carrière in 2009 bij Santos de Guápiles. Hierna kwam hij uit voor FC Urartu, Sepahan FC, Al-Nasr SC, Botafogo FR en Shonan Bellmare.